# Giovanni Battista Casoni
Giovanni Battista Casoni, o Casone (Lerici, 4 luglio 1610 – Genova, 10 giugno 1686), è stato un pittore italiano.

## Biografia
Nato a Lerici nel 1610, si trasferisce a Genova nel 1634. Sposatosi con la sorella della moglie di Domenico Fiasella, detto il Sarzana, ne diventa allievo e principale collaboratore. Dal cognato apprende la capacità di dipingere sia favole mitologiche che momenti di religiosità cristiana.
Artista particolarmente interessato agli effetti di luce sulla scia del caravaggismo, si dedica alle scene di notturni. Lo studio degli effetti delle luci artificiali lo interessa già ai suoi esordi come dimostra uno dei suoi primi lavori certi: la Cena in Emmaus di Levanto, firmata e datata 1641. Molte le sue opere nelle grandi collezioni storiche di Genova e della Liguria in genere.
Casoni collaborò con Raffaele Soprani alla stesura della biografia del cognato Fiasella, edita nel 1674 nelle Vite de' pittori, scultori e architetti genovesi e de' forestieri che in Genova operarono.
Morto il 10 giugno 1686, fu sepolto nella chiesa di S.Maria della Pace, la stessa in cui era stato sepolto il cognato e maestro Domenico Fiasella.

## Opere
- Tentazione di san Francesco (1641) - Rapallo, Chiesa di San Francesco;
- Cena in Emmaus (1641) - Levanto, Chiesa della Santissima Annunziata;
- Diana ed Endimione (1642) - Genova, Palazzo Spinola;
- Moltiplicazione dei pani e dei pesci (1642) - La Spezia, Chiesa di Santa Maria Assunta;
- Madonna col Bambino, san Francesco e sant’Antonio di Padova (1645) - Portovenere, Chiesa di San Lorenzo;
- Deposizione (1645) - Deiva Marina, Chiesa di Sant'Antonio Abate;
- Crocifissione (1666) - Riccò del Golfo di Spezia, Chiesa di San Benedetto;
- San Pietro d’Alcantara comunica a santa Teresa (1671) - Genova, Santuario della Madonna del Monte;
- Sant’Antonio implora per Vallecrosia l’intercessione della Vergine (1675) - Vallecrosia, Chiesa di Sant'Antonio Abate;
- Vergine con i santi Eleuterio, Liborio, Filippo Neri, Sebastiano e santo martire (1682) - Genova, Basilica di Santa Maria delle Vigne;
- Miracolo in Soriano (1682) - Ovada, Chiesa di San Domenico;